# Yaël Meier
Yaël Andrina Meier (* 8. Mai 2000 in Luzern) ist eine Schweizer Unternehmerin, Schauspielerin und Journalistin.

## Leben und Wirken
Meier wuchs in Vitznau auf. Ihr erstes Auftreten in einem Spielfilm im Jahr 2015 war zugleich ihre erste Hauptrolle und zwar in Tobias Ineichens Drama Upload. Nach eigenen Angaben kam die Zusage überraschend, da sie «aus Spass» zum Casting ging. Seither hat sie in einigen Kino- und Fernsehproduktionen mitgewirkt. Unter anderem wurde sie in Lisa Brühlmanns Film Blue My Mind und Natascha Bellers Komödie Die fruchtbaren Jahre sind vorbei für eine kleinere Nebenrolle besetzt.
Neben der Schauspielerei ist Meier im Journalismus tätig. Als Teil ihrer Arbeit von 2017 bis 2020 als Redaktorin beim Blick besass sie eine wöchentliche Kolumne im Blick am Abend und ein gleichnamiges Podcast-Format «Yaël’s Talk» (2019 wegen tiefer Quoten eingestellt). Sie arbeitete ausserdem von 2017 bis 2019 als Assistentin für das YouTube-Format «Zwei am Morge» beim Schweizer Radio und Fernsehen (SRF). Als freie Journalistin verfasste sie Artikel und Kommentare für die rechtskonservative Weltwoche und die Neue Zürcher Zeitung.
Meier ist mit Jo Dietrich liiert, zweifache Mutter und lebt in Zürich. 2020 gründeten sie und ihr Lebenspartner gemeinsam die Agentur Zeam, eine auf die Generation Z spezialisierte Werbe- und Beratungsagentur.

## Filmografie
- 2015: Upload
- 2017: Blue My Mind
- 2019: Die fruchtbaren Jahre sind vorbei
- 2020: Advent, Advent (SRF)
- 2024: Money Maker Folge 3: Yaël Meier – Businessmodell Generation Z